# Эрикссон, Томас
Томас Эрикссон (швед. Thomas Eriksson; 16 октября 1959 года, Бурленге) — шведский лыжник, чемпион мира, победитель этапов Кубка мира.  

## Карьера
В Кубке мира Эрикссон дебютировал в январе 1982 года. В апреле того же года одержал свою первую победу на этапе Кубка мира. Всего имеет на своём счету 2 победы на этапах Кубка мира. Лучшим достижением Эрикссона в общем итоговом зачёте Кубка мира является 6-е место в сезоне 1985/86. 
На Олимпийских играх 1980 года в Лейк-Плэсиде занял 11-е место в гонке на 15 км, 16-е место — в гонке на 50 км и 5-е место — в эстафете.
За свою карьеру принимал участие в пяти чемпионатах мира, на которых завоевал по одной золотой, серебряной и бронзовой медали.